# イタリアンスパゲッティ
イタリアンスパゲッティは、日本のスパゲッティ料理の一つ。

## 概要
定義や決まった調理法は存在せず、地域によって異なる料理を指す。場所によりナポリタンと同義（新潟県で供されている麺料理のイタリアンについてはイタリアン (新潟)を参照）。

## 関東
東京等の関東圏及び東北地方では、麺も具材もナポリタンと同じだが、ケチャップを使わずにただ塩と胡椒（と場合によってはこれに加えて醤油等）で味付けし、油炒めしたスパゲッティの事を「イタリアンスパゲッティー」（または単に「イタリアン」）と呼ぶ。具材が同じでも、全体的に白っぽい（麺が違うが強いていえば見た目はペペロンチーノに近い）ので赤いナポリタンとは見た目の印象が全く異なる。関東・東北ではかつては喫茶店のスパゲティといえばナポリタンかイタリアンの二択（もしくはミートソースを加えて三択）ということが多かったが、一時期ブームとなった懐古趣味で復活したナポリタン（「昭和の喫茶店のナポリタン」、「昔懐かしいナポリタン」等のコピーを付ける店が多い）の裏で忘れられ、現在東京ではイタリアンを供する店はほとんど無く、わずか数店のみが貴重な存在となっている。名前の由来について、通俗的には、たまたまケチャップが無い時にありあわせの最低限の調味料で作ったが、ナポリタンの特徴であるケチャップ抜きなのに、かといってそれ（ナポリ）に代わる地方色が加えられているわけでもないので、イタリア国内の特定の地方ではないという意味で「イタリアン」と呼ばれた等といわれている（他にも「炒めスパゲティ」と言われたのがだじゃれでイタリアンスパゲティになったという説もある）が、実はオーギュスト・エスコフィエ（1846年 - 1935年）の料理書に記載のある「スパゲティーイタリエンヌ」（塩と胡椒で炒めパルメザンチーズで味付けする）に由来する由緒正しい料理名である。現在、一般的なイタリアの家庭では「パスタ・ビアンカ」（Pasta Bianca）がよく作られている。これはフライパンにオリーブ油をひき、そこに茹でたパスタを入れて塩と胡椒（または黒胡椒）で味をつけ混ぜるだけのシンプルな料理で和食に喩えると素うどんのようなものである。別名、プレーン・パスタやホワイト・パスタ等という。お好みでペコリノ・ロマーノチーズかパルメザンチーズを加えるので、上述の「スパゲティーイタリエンヌ」とも近く、日本の「イタリアン」にも通じるものである。パスタ・ビアンカにみじん切り（または薄切り）のニンニクを入れうっすら色がつくまで炒めて投入すると「アーリオ・オーリオ」になる（麺でなくてもオイルとニンニクを使った料理はアーリオ・オーリオという）。アーリオ・オーリオにさらに唐辛子を加えると「ペペロンチーノ」（アーリオ・オリオ・ペペロンチーノ）になる。なお、これらパスタ・ビアンカ、アーリオ・オーリオ、ペペロンチーノはイタリアではきわめて通俗的な家庭料理であって、決して店で供せられることはない。
- カフェテラスポンヌフ（東京都港区）のイタリアン白、塩のみ
- カフェテラスポンヌフ（東京都港区）のイタリアン茶、醤油
- パーラーキムラヤ（東京都港区）のイタリアン
- さぼうる2（東京都千代田区）のイタリアン
- リトル小岩井（東京都千代田区）のイタリアン

## 関西
関西では、一部の喫茶店において、ナポリタンをイタリアンと呼んでいる。昔は一部ではなく、近畿地方（特に大阪）でイタリアンと表記・呼称していた。語源説として、料理の色彩（ケチャップの色）がイタリアを連想するからともいう。

## 中京
名古屋等の中京圏では、一部の喫茶店がナポリタンに似た独自の料理をイタリアンと呼んでいる。店により違いはあるが、熱したステーキ皿にナポリタンを盛り、溶き卵を流し込む場合が多い。このため、「鉄板スパゲティ」や「鉄板イタリアン」、「鉄板ナポリタン」とも呼ばれ、店舗によって呼び名が異なる。
このスパゲティの発祥は名古屋市東区にある「喫茶ユキ」で、1961年（昭和36年）に誕生した。当時、店主がイタリア旅行でスパゲティを食した際、途中で冷めてしまうのを不満に思い考案したものである。語源については皿を「板」に見立てた上でスパゲッティを「板スパ」と呼び、だじゃれでイタリアンスパゲッティとなったともいわれる。
- 喫茶ユキ（愛知県名古屋市）のイタリアンスパゲッティ
- 喫茶ユキ（2015年4月）
- 松本なかみせ亭（愛知県岡崎市）のイタリアンスパゲッティ
- れすとらん仔馬宮前店（愛知県安城市）のイタリアンスパゲッティ
- 喫茶のぶ（愛知県飛島村）のイタリアンスパゲッティ